# Saint-Vallier Basket Drôme
El Saint-Vallier Basket Drôme es un equipo de baloncesto francés con sede en la ciudad de Saint-Vallier, que compite en la Pro B, la segunda competición de su país. Disputa sus partidos en la Complexe Sportif Les Deux Rives, con capacidad para 2.132 espectadores.

## Posiciones en liga
| Temporada | Nivel | Liga  | Pos. | Copa de Francia  |
| --------- | ----- | ----- | ---- | ---------------- |
| 2008–09   | 2     | Pro B | 15º  |                  |
| 2009–10   | 2     | Pro B | 9º   | 32avos de final  |
| 2010–11   | 2     | Pro B | 16º  | 16avos de final  |
| 2011–12   | 2     | Pro B | 12º  | Octavos de final |
| 2012–13   | 2     | Pro B | 15º  | 32avos de final  |
| 2013–14   | 2     | Pro B | 18º  | 16avos de final  |
| 2014–15   | 3     | NM1   | 4º   | 32avos de final  |
| 2015–16   | 3     | NM1   | 2º   | 32avos de final  |
| 2016–17   | 3     | NM1   | 10º  | 32avos de final  |
| 2017–18   | 3     | NM1   | 8º   | Octavos de final |
| 2018–19   | 3     | NM1   | 5º   | 64avos de final  |
| 2019–20*  | 3     | NM1   | 2º   | 64avos de final  |
| 2020–21   | 3     | NM1   | 1º   | Ronda de 64      |
| 2021–22   | 2     | Pro B | 14º  | Ronda de 128     |
| 2022–23   | 2     | Pro B | 18º  | Ronda de 128     |

*La temporada fue cancelada debido a la pandemia del coronavirus.

## Palmarés
- Campeón de la NM1 - 2007
- Campeón de la NM3 - 1995
- Ascenso a la NM1 - 2003